# Dobbelen
Dobbelen is het spelen met dobbelstenen als speelpenning. Het spel zelf wordt ook wel dobbelspel genoemd.

## Etymologie
Het woord is afkomstig van het oud-Franse doble = "dubbel". Dobbelen is dus het toepassen van een toevalsgenerator. Ergens om dobbelen wordt dan ook als een eenvoudige manier gezien om een onoplosbaar lijkend geschil op te lossen. Als er om geld wordt gespeeld, is het een kansspel.
Het woord dobbelen wordt ook overdrachtelijk gebruikt voor het doen van geldelijke transacties waarbij er sprake is van een kans op winst en een risico van verlies, ofwel het speculeren. 

## Geschiedenis

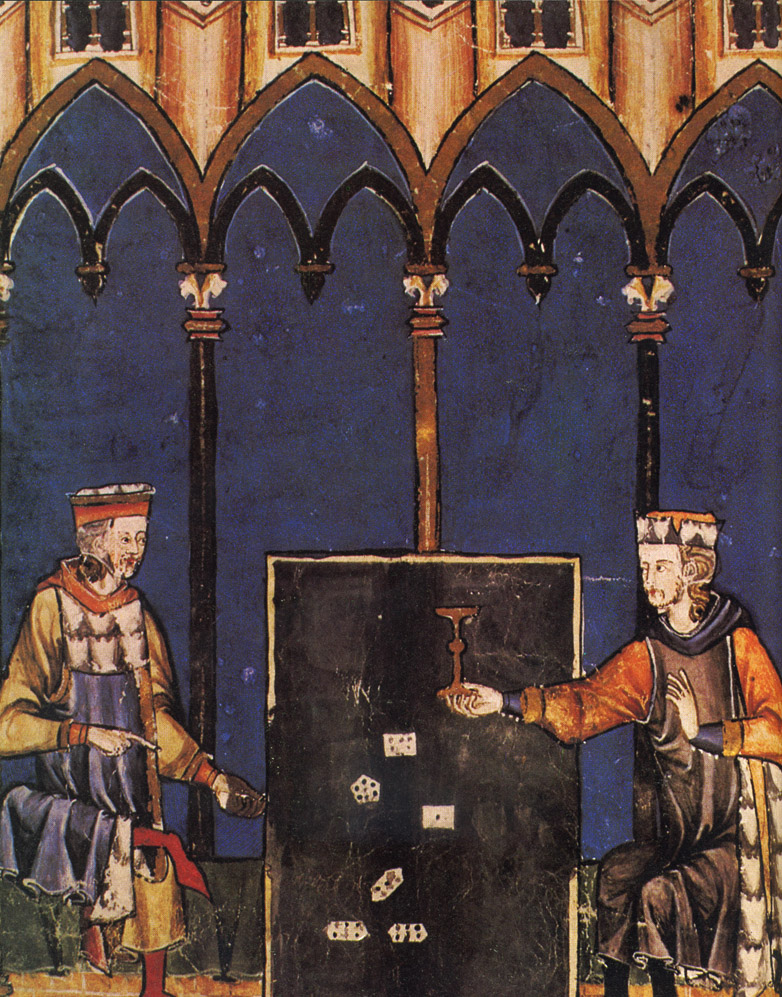
Twee dobbelende mannen. Deze afbeelding is afkomstig uit het boek Libro de los juegos uit 1283.

In de prehistorie gebruikte men ook andere lichamen dan de kubus als speelpenningen. In Başur Höyük (Siirt, Turkije) werden 49 kleine stenen sculpturen in verschillende vormen en kleuren opgegraven; ze hadden onder andere de vorm van varkens, honden, piramides, ronde bollen, maar ook zeszijdige dobbelstenen. Rond 2000 v.Chr. gebruikten de Egyptenaren verschillende types van veelvlakken in dobbelspellen. Het Metropolitan Museum of Art in New York is in het bezit van een twintigzijdige dobbelsteen uit de 2e eeuw v.Chr. met Griekse letters op de vlakken.
Zevenzijdige dobbelstenen kwamen in de Middeleeuwen ook voor (zie in het midden van de afbeelding uit het boek Libro de los juegos).
De oudste kubusvormige dobbelsteen is gevonden in de stad Shahr-eSukhteh (Iran) en komt waarschijnlijk van rond het jaar 3000 v.Chr. Hij hoorde bij een backgammonspel. Backgammon werd vroeger gespeeld door belangrijke personen.
De eerste geschreven bronnen van 'vervalste' dobbelstenen vindt men terug in het Sanskriet epos Mahabharata uit India, rond het begin van de christelijke jaartelling.
Ook ten tijde van het Romeinse Rijk werd er gebruik gemaakt van dobbelstenen. Volgens de Romeinen waren toeval en geluk het domein van de godin Fortuna. Nadat ze Jezus hadden gekruisigd, dobbelden Romeinse soldaten om zijn kleren. Het was een serieuze bezigheid waarbij veel op het spel kon staan.

## Vals spelen
Zo oud als de dobbelstenen en dobbelen is het bedrog dat gepleegd wordt om de kansen van de bedrieger te verhogen t.o.v. zijn/haar medespelers.
Voorbeelden van vals spelen vindt men terug in Lives of the Gamesters, een werk om mensen te waarschuiven voor de gevaren van het gokken.
Het "Norwegian Institute for Cultural Heritage Research" (NIKU) meldde in 2018 dat in het Middeleeuwse Bergen het gokken wijdverspreid was. Er was zelfs een stadswet uit 1276 waarin de vertegenwoordiger van de koning het geld van de goktafels kon aanslaan, en de gokkers een boete geven van 107 gram zilver voor het overtreden van de wet.
Gekende technieken om dobbelstenen te vervalsen zijn o.a. :
- bolletjes worden uitgeboord, gevuld met metaal en terug overschilderd
- Bekers met geheime kamers die 'eerlijke' dobbelstenen konden vasthouden en gemanipuleerde exemplaren los liet.
- Sommige gokhuizen gebruikten electromagneten onder hun tafels om via ijzergedopeerde dobbelstenen het resultaat te beïnvloeden
- dobbelstenen met een intern kwikreservoir dat via een capillair zich kan verplaatsen door op de tafel te slaan
- anderen bevatten een metaal met een laag smeltpunt , waardoor de gokker het rollen van de dobbelsteen kan beïnvloeden

Dit wordt verholpen door gebruik te maken van doorzichtige dobbelstenen. 

## Dobbelspellen
De dobbelspellen kunnen onderverdeeld worden in het aantal dobbelstenen dat er in gebruikt wordt.

### Twee dobbelstenen

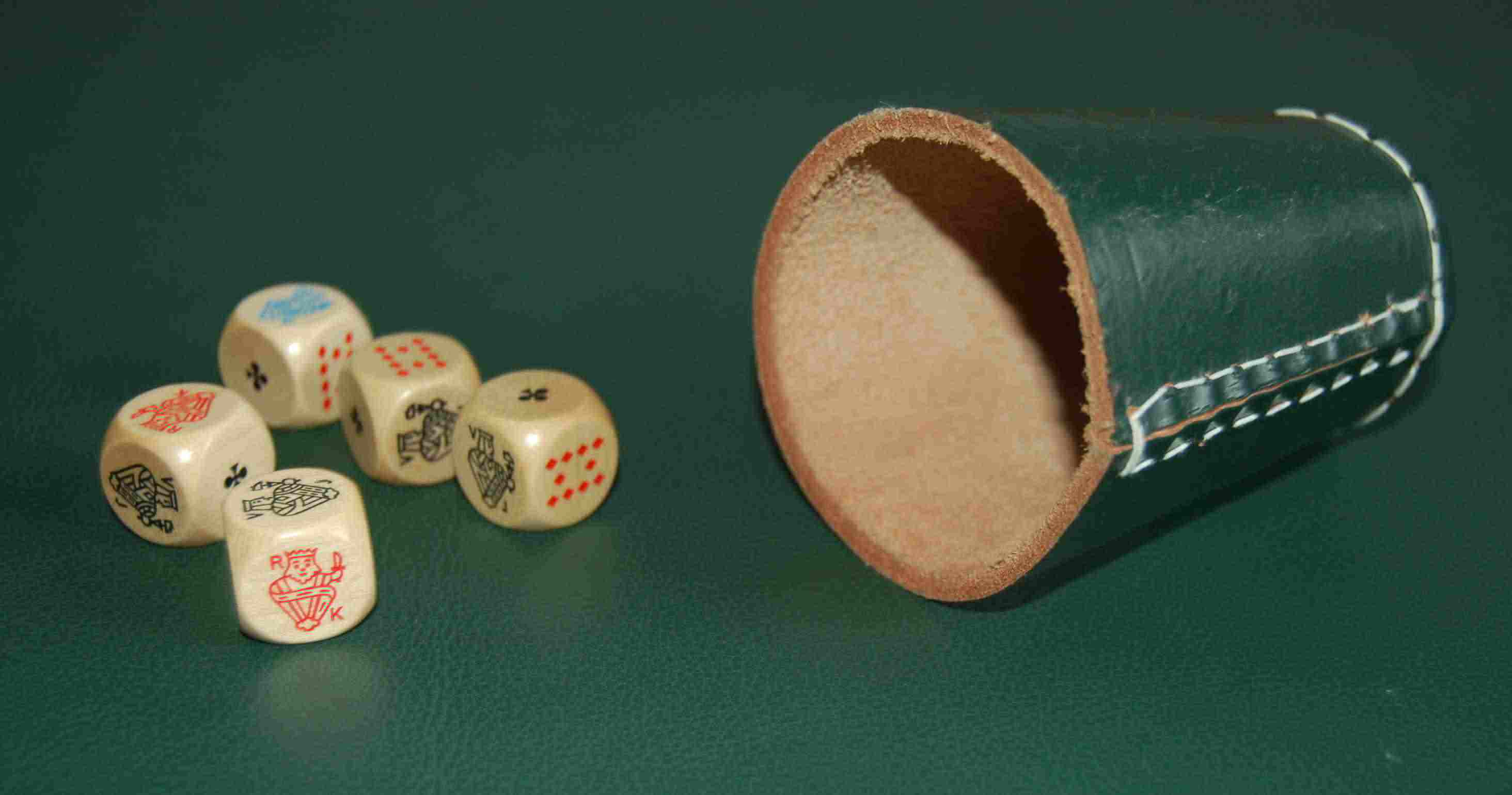
Pokerdobbelstenen met beker.

- Boerenschroom
- Mexicanen (ook wel Mexen genoemd)
- SinterklaasdobbelenPokerdobbelstenen met beker.

### Drie dobbelstenen
- Blufpoker
- Kassie-zes
- Pietjesbak
- Sic Bo
- Zara (historisch)

### Vijf dobbelstenen
- Chapeau (een variant op poker)
- Yahtzee

### Zes dobbelstenen
- 30en
- 5000en
- Crazy Casino
- Straatjeleggen

### Dertig dobbelstenen
- Perudo

## Trivia
Volgens de overlevering waren de oude Germanen zeer bedreven in het dobbelen. Deze verleiding om de eigen verantwoordelijkheden weg te wuiven en het lot in de handen van de dobbelsteen te leggen, is bijvoorbeeld het onderwerp van het Suske en Wiske-album De nerveuze Nerviërs.